# Lojze Dolinar
Lojze Dolinar (en français : Louis Dolinar), né le 19 avril 1893 à Laibach et mort le 9 septembre 1970 à Ičići près d'Opatija, est un sculpteur yougoslave.

## Biographie
Lojze Dolinar est né le 19 avril 1893 à Ljubljana. Il étudie la sculpture à l'école des arts et métiers de la ville puis à l'Académie des beaux-arts de Vienne, à l'Académie des beaux-arts de Munich et à l'Académie des beaux-arts de Prague.
Il expose pour la première fois en 1913 puis est exposé individuellement à Prague et à Belgrade. Il participe à de nombreuses expositions d'art yougoslave, à Paris, Londres, Amsterdam, Bruxelles, Moscou, Léningrad et Bratislava ; il exposa aussi, entre autres villes, à Prague, Varsovie, Cracovie et Budapest.
En 1928, il présente au Salon d'automne le bronze Moise.
Lojze Dolinar est professeur à l'Académie des beaux-arts de Belgrade de 1949 à 1959 et devient membre de l'Académie slovène des sciences et des arts à Ljubljana.
Il est mort le 9 septembre 1970 à Ičići près d'Opatija.

## Œuvres

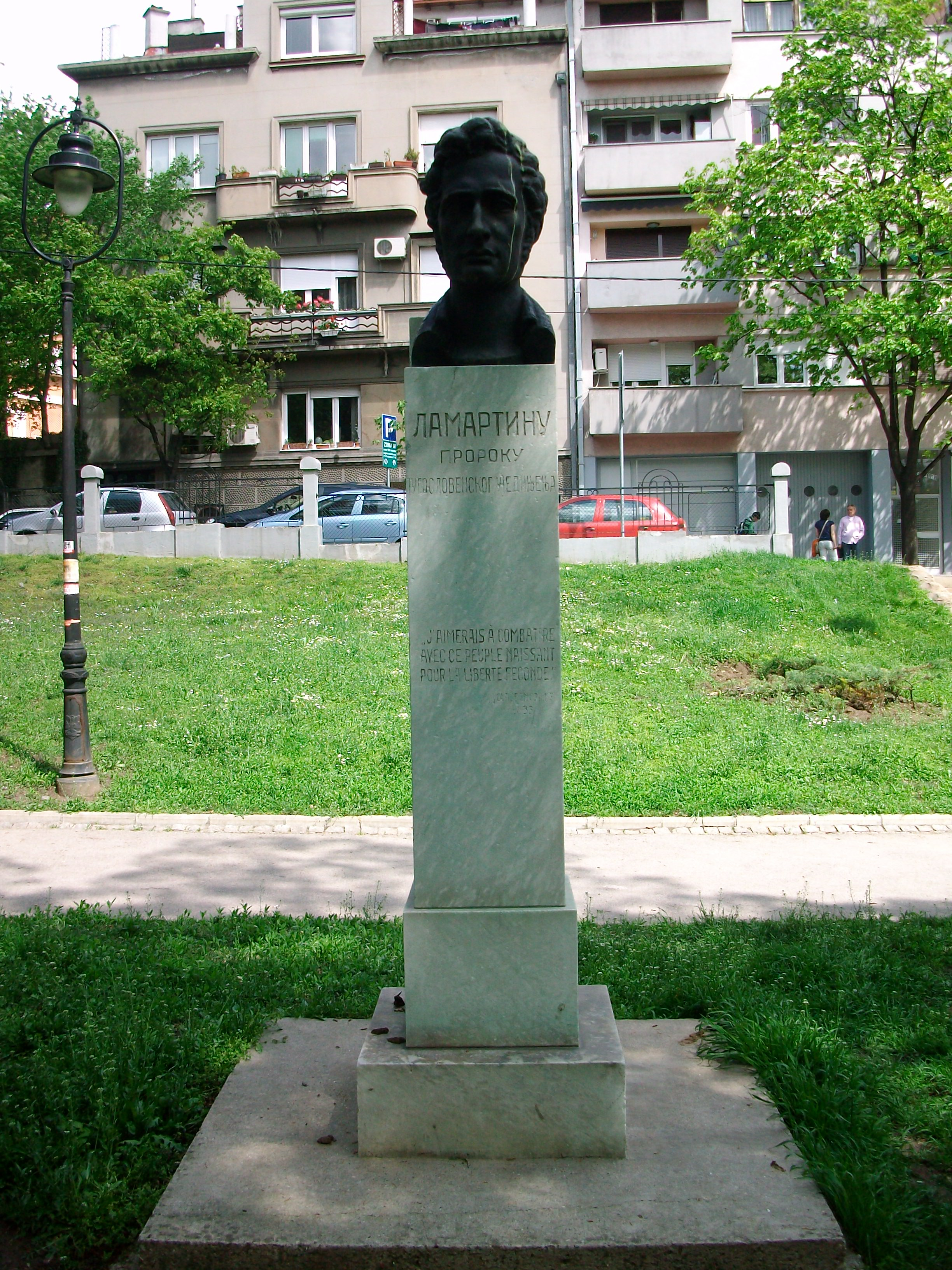
Le monument d'Alphonse de Lamartine dans le Karađorđev park à Belgrade

Parmi les œuvres les plus connues de Lojze Dolinar : 
- Monument de la lutte nationale (1952-1953), à Prijepolje[2] ;
- Monument de la lutte et de la souffrance (1946-1955), à Kraljevo ;
- Monument de la Révolution (1959-1961), à Kranj.

Parmi les autres créations du sculpteur, on peut également signaler le monument en l'honneur d'Alphonse de Lamartine (Споменик Ламартину et Spomenik Lamartinu) réalisé en 1933 dans le quartier belgradois de Karađorđev park ; il porte une inscription extraite du Voyage en Orient (1835) : « J'aimerais à combattre, avec ce peuple naissant, pour la liberté féconde ». Il a également travaillé aux sculptures de la façade du bâtiment du ministère des Transports à Belgrade.

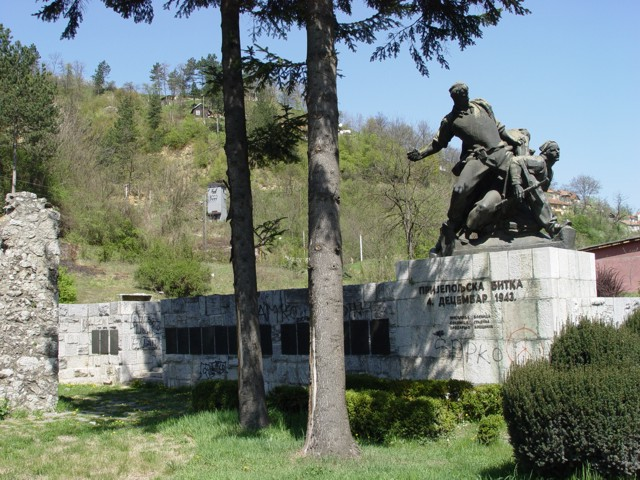
Le monument du 4 décembre 1943 à Prijepolje, 1953